# Maestro (filme)
Maestro  é um filme biográfico americano de 2023 baseado na vida de Leonard Bernstein. É dirigido e estrelado por Bradley Cooper a partir de um roteiro que ele co-escreveu com Josh Singer. O filme é produzido por Martin Scorsese, Steven Spielberg e Todd Phillips, além de Cooper, que estrela ao lado de Carey Mulligan, Jeremy Strong, Matthew Bomer e Maya Hawke.
Maestro estreou no 80º Festival Internacional de Cinema de Veneza em 2 de setembro de 2023, onde foi indicado ao Leão de Ouro. O filme recebeu um lançamento limitado nos cinemas em 22 de novembro de 2023, antes de ser lançado na Netflix em 20 de dezembro. Recebeu críticas positivas dos críticos e foi nomeado um dos dez melhores filmes de 2023 pela National Board of Review e pelo American Film Institute. O filme recebeu sete indicações ao Oscar, incluindo Melhor Filme, Melhor Ator (Cooper) e Melhor Atriz (Mulligan), bem como indicações para sete prêmios BAFTA, quatro prêmios Globo de Ouro e dois prêmios Screen Actors Guild.

## Sinopse
Um filme biográfico sobre a vida de Leonard Bernstein, com foco em seu casamento com Felicia Montealegre.

## Elenco
- Carey Mulligan como Felicia Montealegre
- Bradley Cooper como Leonard Bernstein
- Matt Bomer como David Oppenheim
- Vincenzo Amato como Bruno Zirato
- Greg Hildreth como Isaac
- Michael Urie como Jerry Robbins
- Brian Klugman como Aaron Copland
- Nick Blaemire como Adolph Green
- Mallory Portnoy como Betty Comden
- Sarah Silverman como Shirley Bernstein
- Yasen Peyankov como Serge Koussevitzky
- Zachary Booth como Mendy Wager
- Miriam Shor como Cynthia O'Neal
- Maya Hawke como Jamie Bernstein
- Gideon Glick como Tommy Cothran
- Josh Hamilton como John Gruen
- June Gable como Old Lady
- Alexa Swinton como Nina Bernstein

## Produção

### Desenvolvimento
O projeto estava em desenvolvimento na Paramount Pictures, com Martin Scorsese planejando inicialmente dirigir o filme. Ele deixaria o cargo de diretor para trabalhar em The Irishman (2019), permitindo que Bradley Cooper se juntasse ao filme em maio de 2018 como diretor e estrelasse como Bernstein. Scorsese produzirá ao lado de Todd Phillips e Steven Spielberg. Spielberg também estava considerando inicialmente dirigir o filme, e havia se aproximado de Cooper para estrelar, mas ofereceu o cargo de diretor a Cooper após uma exibição de A Star Is Born (2018). Em janeiro de 2020, o projeto foi transferido para a Netflix, com as filmagens inicialmente previstas para começar em 2021.

### Montagem de elenco
Em setembro de 2020, o projeto recebeu o título de "maestro" com Carey Mulligan se juntando ao elenco. Também foi anunciado que as filmagens começariam na primavera de 2021. Em outubro, Jeremy Strong entrou em negociações para se juntar ao elenco como John Gruen. Em Março de 2022, Matt Bomer entrou em negociações para se juntar ao elenco. Bomer seria confirmado em abril, com Maya Hawke também anunciada como escalada.

### Filmagens
Esperava-se inicialmente que o filme começasse a ser filmado em 5 de abril de 2021 em Los Angeles, mas começou em maio de 2022. A produção ocorrerá em Tanglewood entre 21 e 26 de maio.

### Críticas à transformação de Cooper
O uso de um nariz protético usado por Bradley Cooper para interpretar Leonard Bernstein foi criticado por fãs judeus como uma caricatura antissemita, já que Cooper não é judeu e não usou próteses para retratar outros personagens ou indivíduos da vida real, como Joseph Merrick (também conhecido como "Homem Elefante") ou Chris Kyle. Outros disseram que um ator judeu de igual fama, como Jake Gyllenhaal, deveria ter sido escalado em seu lugar. Tudo apesar do proeminente diretor judeu Steven Spielberg produzir o filme.

## Lançamento

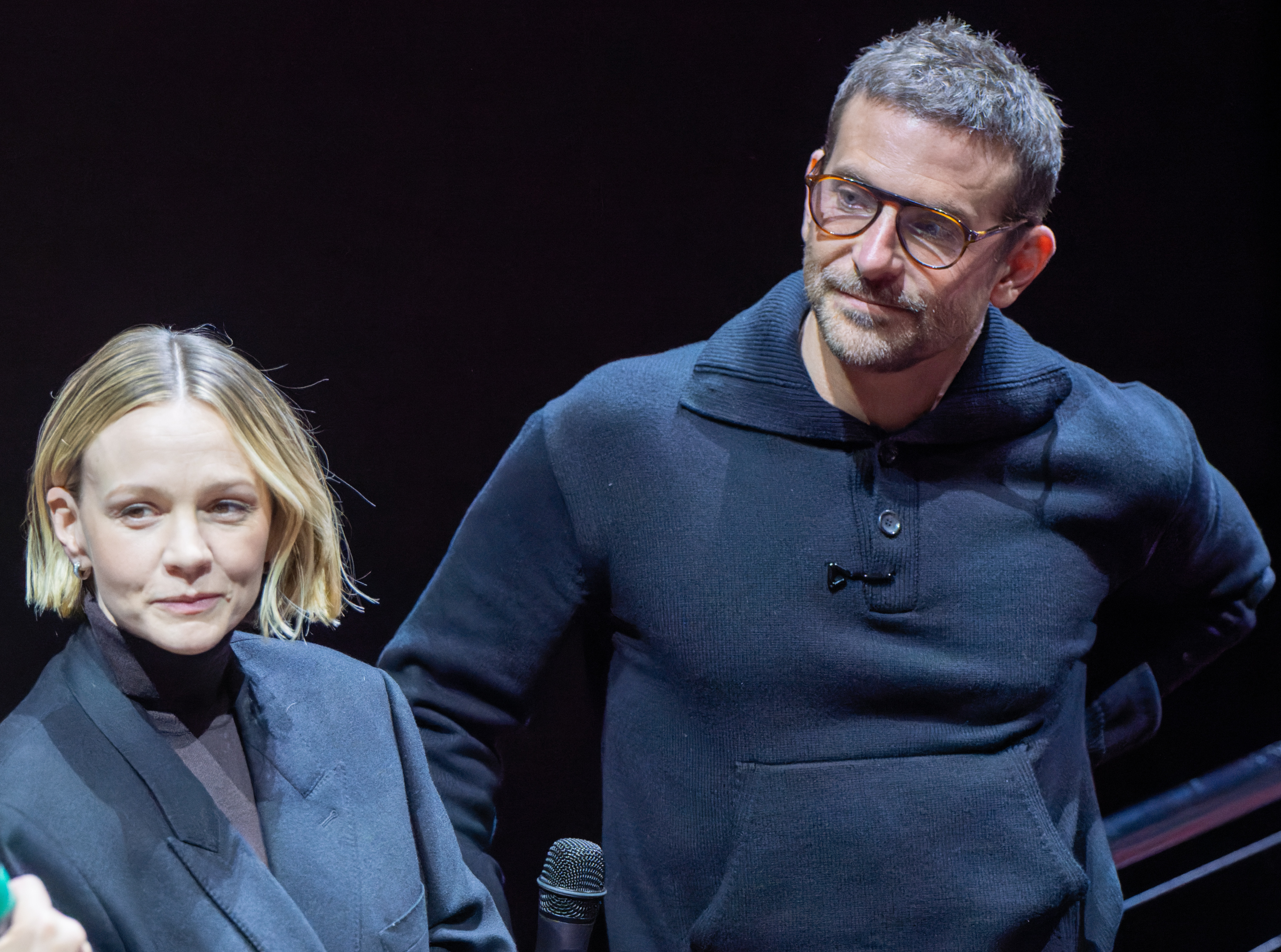
Mulligan e Cooper na exibição do filme no Festival de Cinema de Londres.

Maestro estreou no 80º Festival Internacional de Cinema de Veneza em 2 de setembro de 2023, onde foi indicado ao Leão de Ouro. Ele recebeu uma exibição de gala como parte do programa de destaque do Festival de Cinema de Nova Iorque em 2 de outubro de 2023, tornando-se o primeiro filme a ter uma estreia no novo David Geffen Hall. Cooper compareceu ao evento, mas não participou das perguntas e respostas pós-filme devido às restrições impostas durante a greve da SAG-AFTRA de 2023. Além disso, Maestro foi exibido no Festival de Cinema de Londres e fechou o AFI Fest. O filme teve lançamento limitado nos cinemas nos Estados Unidos em 22 de novembro de 2023, antes de ser transmitido na Netflix em 20 de dezembro de 2023.

## Recepção
No site agregador de críticas Rotten Tomatoes, 79% das 324 resenhas dos críticos são positivas, com uma classificação média de 7,5/10. O consenso do site diz: "Liderado por duas atuações poderosas, Maestro serve como uma emocionante visão geral da vida e do legado de um tremendo talento." O Metacritic, que usa uma média ponderada, atribuiu ao filme uma pontuação de 77 em 100, baseado em 62 críticos, indicando críticas "geralmente favoráveis".